# Kevin V. Ton
Kevin V. Ton (* 7. října 1966 Praha) je český fotograf se zaměřením na humanistickou fotografii.

## Život
Narodil se v Praze, velkou část dětství prožil v Egyptě, kde jeho rodiče pracovali. Absolvoval pražské Gymnázium Jana Nerudy. Pracoval v Národní galerii v Praze, po revoluci začal působit na volné noze. V roce 1995 inicioval vznik časopisu Motoráj Magazín, kde publikoval své první fotografie. Od roku 1997 je členem Syndikátu novinářů. Při povodních v Karlíně v roce 2002 přišel o téměř celý fotografický archív. Je duchovním otcem a zakladatelem fotografické skupiny Verum Photo. Celoživotně se věnuje živé humanistické fotografii. Pracuje na dlouhodobých projektech, často se sociální tematikou. Pouliční fotografií se téměř bez přestávek věnuje celý život.

### Ceny a ocenění
- 2023 Čestné uznání; Cena Praha fotografická; Svaz českých fotografů
- 2022 Czech Press Photo; Grant Prahy: VÝSTAVBA [1][2]

- 2021 Cena Výboru dobré vůle – Nadace Olgy Havlové; „Můj život s handicapem“[3]
- 2021 Hlavní cena Prahy fotografické 2021; Svaz českých fotografů[4]
- 2021 Cena primátora hlavního města Prahy Zdeňka Hřiba
- 2020 Czech Press Photo; Každodenní život
- 2020 Cena Praha fotografická; Svaz českých fotografů
- 2019 Cena Praha fotografická; Svaz českých fotografů
- 2018 Cena Praha fotografická; Svaz českých fotografů
- 2017 Czech Press Photo; nominace, Umění a kultura[5]
- 2017 Cena Prahy fotografická; Svaz českých fotografů
- 2016 Czech Press Photo; Problémy dnešní doby[6]
- 2016 Cena Prahy fotografická; Svaz českých fotografů
- 2015 Monochrome Photography Awards; Amatéři
- 2010 Week of Life; Mistr

## Dílo

### Publikace
- Kevin V. Ton: Lets Dance Karlín; Verum Photo, 2023
- Kolektiv autorů: Voyage; Verum Photo, 2023

- Kolektiv autorů: Photo Essays; Verum Photo, 2021
- Kevin V. Ton: Daily Life; Verum Photo, 2019
- Kevin V.Ton: Street Wedding Day; Verum Photo, 2019

### Samostatné výstavy
- 2025 – Leica Gallery Prague, Kevin V. Ton: Oči dokořán, 7. března - 20. dubna 2025[7]
- 2024 Stories // Faces; Leica Gallery, Praha[8]
- 2023 Parallel: Life on the Edge, Galerie 34, Brno
- 2023 My Hood Florenc; Galerie Bar/ák Café, Praha
- 2023 Parallel: Life on the Edge[9], Museum Boskovice

- 2021 Lidé z Vltavské; Galerie hlavního města Prahy [10]
- 2020 Mlčenlivá krajina – Moldavský zápisník 2019-2020; FotoŠkoda, Praha[11]
- 2019 Láska ke krajině; Kasárna Karlín, Praha
- 2017 Life on the Edge; Centrum Caritas, Praha
- 2017 Direction; Galerie pod Palmovkou, Praha
- 2016 Láska ke krajině[12]; Centrum Člověka v tísni Langhans, Praha
- 2015 Daily Life; Galerie Café Arieta, Praha

### Skupinové výstavy
- 2024 Czech Press Photo; Národní muzeum Praha
- 2023 "Pocta Karlu Schwarzenbergovi"; Czech Photo Fragment Gallery, Praha[13]
- 2022 Czech Press Photo; Národní muzeum Praha
- 2021 On the Road – Verum Photo; Galerie Bar/ák café, Praha
- 2021 Czech Press Photo Národní muzeum Praha
- 2021 Praha fotografická, Svaz českých fotografů; Galerie Ambit, Praha
- 2020 #ICPConcerned – Global Images for Global Crisis / International Center of Photography / New York
- 2020 Verum Photo, On the Road; Klášter Jablonné v Podještědí
- 2019 Verum Photo, On the Road; Galerie pro onkologické pacienty a podporující umělce, Praha
- 2019 Czech Press; Staroměstská radnice, Praha
- 2019 Maso-X; Dobšice
- 2019 Czech Press Photo; Kultura a umění; Jatka78, Praha
- 2019 Praha fotografická, Svaz českých fotografů; Staroměstská radnice Praha
- 2018 Czech Press Photo; Staroměstská radnice Praha
- 2018 4 Uličníci; Galerie Café Arieta, Praha
- 2018 Praha fotografická, Svaz českých fotografů; Staroměstská radnice Praha
- 2017 Czech Press Photo; Staroměstská radnice Praha
- 2017 4 Uličníci; Galerie Café Arieta, Praha
- 2017 Praha fotografická, Svaz českých fotografů; Staroměstská radnice Praha
- 2016 Czech Press Photo; Staroměstská radnice Praha
- 2016 BigBeat; Klub Vagon, Praha
- 2016 Praha fotografická, Svaz českých fotografů; Staroměstská radnice Praha
- 2015 4 Uličníci; Dominikánská 8; Praha
- 2014 PCW; Pins on the Map,Praha
- 2013 BigBeat; Klub Vagon, Praha
- 2012 PCW; Rosarium, Jablonec nad Nisou
- 2011 BigBeat; Klub Vagon, Praha
- 2010 Masters of Week of Life; Znojmo